# Марк Бун Млађи
Марк Хајдрих (енгл. Mark Heidrich; Синсинати, 17. март 1955),  познатији по сценском имену Марк Бун Млађи (енгл. Mark Boone Junior), амерички је филмски и ТВ глумац.
Најпознатији по ТВ улогама Бобија Мансона у Синови анархије (2008–2014) и Патрика „Пат“ Брауна у серији Последњи човек на Земљи и филмским улогама у Мементо Кристофера Нолана (2000) и Бетмен почиње (2005), Умри мушки 2 (1990) и Паклене улице 2 (2003), поред многих.